# 埃米利奥·萨尔加里
埃米利奥·萨尔加里（Emilio Salgari，1862年8月21日—1911年4月25日）是一位意大利作家，专门创作动作冒险小说、侠盗小说以及科學幻想小说。他的很多作品都被改编成过漫画、动画、电影。